# Paraamblyptilia
Paraamblyptilia là một chi bướm đêm thuộc họ Pterophoridae.

## Các loài
- Paraamblyptilia eutalanta (Meyrick, 1931)
- Paraamblyptilia ridouti Gielis, 1996